# Кит Мичел
Кит Клаудијус Мичел (енгл. Keith Claudius Mitchell; Сент Џорџиз, 12. новембар 1946) је гренадски политичар и премијер Гренаде од 2013. године. Премијерску функцију је пре тога обављао од 1995. до 2008. године.

## Биографија
Рођен је 1946. године. Дипломирао је математику и хемију 1971, магистрирао 1975, а докторирао математику и статистику 1979. године на Америчком универзитету. Од 1984. године је био посланик у гренадском парламенту, а 1989. године је изабран за председника Нове националне партије, на чијем је челу до данас.
Након победе ННП на изборима 1995. године, постао је нови премијер Гренаде. Партија је поновно победила на изборима 1999. године и 2003. године. Мичел 2008. прелази у опозицију, али је на изборима 2013. године поновно победила ННП. Мичел је функцију премијера поновно преузео 20. фебруара 2013. године. НПП поново прелази у упозицију 2022. године, а за новог премијера је изабран Дикон Мичел.